# 1966-os bajnokcsapatok Európa-kupája-döntő
Az 1965–1966-os bajnokcsapatok Európa-kupája (BEK) döntőjét 1966. május 11-én rendezték a brüsszeli Heysel Stadionban. A döntőben a spanyol Real Madrid és a jugoszláv Partizan találkozott.
A döntőt a Real Madrid nyerte 2–1-re.

## A döntő részletei
| 1966. május 11. |

| Real Madrid            | 2–1               | Partizan    |
| ---------------------- | ----------------- | ----------- |
| Amancio 70' Serena 76' | (0–0) Jegyzőkönyv | Vasović 55' |

| Heysel Stadion, Brüsszel Nézőszám: 55 000 Játékvezető: Rudolf Kreitlein ( NSZK) |

| Real Madrid | Partizan |

| REAL MADRID: |    |                         |
|              |    |                         |
| GK           | 1  | José Araquistáin        |
| DF           | 2  | Pachín                  |
| DF           | 3  | Pedro de Felipe         |
| DF           | 4  | Ignacio Zoco            |
| DF           | 5  | Manuel Sanchís Martínez |
| MF           | 6  | Pirri                   |
| MF           | 7  | Manuel Velázquez        |
| MF           | 8  | Fernando Serena         |
| MF           | 9  | Amancio Amaro           |
| FW           | 10 | Ramón Grosso            |
| FW           | 11 | Francisco Gento         |
| Vezetőedző:  |    |                         |
| Miguel Muñoz |    |                         |

| FK PARTIZAN:  |    |                     |
|               |    |                     |
| GK            | 1  | Milutin Šoškić      |
| DF            | 2  | Fahrudin Jusufi     |
| DF            | 3  | Velibor Vasović     |
| DF            | 4  | Branko Rašović      |
| DF            | 5  | Ljubomir Mihajlović |
| MF            | 6  | Vladimir Kovačević  |
| MF            | 7  | Radoslav Bečejac    |
| MF            | 8  | Mane Bajić          |
| MF            | 9  | Mustafa Hasanagić   |
| FW            | 10 | Milan Galić         |
| FW            | 19 | Josip Pirmajer      |
| Vezetőedző:   |    |                     |
| Abdulah Gegić |    |                     |

| Az 1965–66-os bajnokcsapatok Európa-kupájának győztese |
| Real Madrid 6. cím                                     |
| ← 1964–65 Internazionale                               |
| Celtic 1966–67 →                                       |

## Lásd még
- 1965–1966-os bajnokcsapatok Európa-kupája

## Külső hivatkozások
- Az 1965–66-os BEK-szezon mérkőzéseinek adatai az rsssf.com (angolul)